# Lăng Chiêu Nghi
Lăng Chiêu Nghi là lăng mộ của Từ Mẫn Chiêu Nghi phu nhân Trần Thị Xạ (1716-1750), phi tần của Võ Vương Nguyễn Phúc Khoát (1714-1765, vị chúa thứ 8 trong 9 đời Chúa Nguyễn). Lăng nằm trên đường Thanh Hải, phường Thủy Xuân, quận Thuận Hóa, thành phố Huế. Đây là lăng mộ duy nhất thời các Chúa Nguyễn còn nguyên vẹn trải qua thời Tây Sơn mà không bị quật phá.

## Kiến trúc
Khu lăng mộ được bao bọc bởi 2 vòng thành bằng gạch, vòng ngoài có 2 trụ cổng, vòng trong có cổng vòm ra vào. Chiếm phần lớn diện tích bên trong, hơi dịch về phía sau là một nền vôi, đắp cao chừng 0,6m, trên nền ở trung tâm là nấm mộ nhỏ 2 tầng hình chữ nhật được xây bằng gạch, trát vôi. Lớp vôi bong lộ cho thấy tầng dưới được xây bởi 3 lớp gạch, đặt nằm, tầng trên nhỏ và thấp hơn. Số liệu đo đạc điền dã của nhà nghiên cứu Hồ Vĩnh cho biết, vòng thành ngoài của lăng có kích thước 39mx33m, cao 1,79m; vòng thành trong 16mx9m80, cao 1,68m; cổng vòm ra vào cao 1,9m, rộng 1,31m.
Nhà bia dựng cách vòng thành ngoài 8,27m. Văn bia chữ Hán dài 883 chữ, khắc theo lối chân phương. Trên đầu bia có dòng chữ Hán đề “Việt cố Quý tần tặng Chiêu Nghi Từ Mẫn Trần liệt phu nhân chi mộ”. Tấm bia bằng đá, dựng trên bệ, cao 3,1m, rộng 1,4m. Tấm bia tồn tại đã gần 300 năm nhưng nét chữ, các hoa văn chạm khắc vẫn còn rất rõ. Cả bài văn bia là một áng văn hay, trong đó có những đoạn đọc lên làm da diết lòng người, thể hiện được tấm lòng của đấng tôn quân dành cho vợ: 
...Thương thay! Chất phòng the so phấn, mà không vương cái thói nữ ni, thuở sống chết mất còn, mà chẳng bận chút lòng lo lắng. Thật là một bậc kiệt xuất trong giới nữ lưu vậy. Cùng tiên nữ cung châu xem thắng hội ngồi loan dong ruổi, với thiên tôn sông Hán lánh trần hoàn cởi phượng tung bay. Nếu không thế thì sao châu chìm ngọc nát, quê héo hoa rơi đến vậy ư? Hỡi ôi! Phải ư? Trái ư? Là mộng huyễn ư? Là chớp sét ư? Hoặc hôm nay, hoặc mai sau nữa. Hỡi ôi! Đau đớn thay! Chút tình viếng Từ Huệ mất rồi, thương Phàn Cơ biệt mãi! Trông nhìn tả hữu tưởng nhớ phong nghi. Sắc tặng Chiêu Nghi liệt phu nhân thụy Từ Mẫn, tỏ rõ tấc lòng mến yêu vậy...” (Bản dịch của Lê Nguyễn Lưu)

## Lịch sử
Ngày 22 tháng 7, Canh Ngọ, năm Cảnh Hưng thứ 11 (1750), bà Trần Thị Xạ bệnh nặng, không chạy chữa khỏi và qua đời khi mới 35 tuổi. Chúa rất thương tiếc, sắc phong Chiêu Nghi Liệt Phu Nhân, thụy Từ Mẫn. Lăng táng tại làng Dương Xuân (Hương Thủy, Thừa Thiên - nay thuộc phường Thủy Xuân, TP. Huế). Chúa còn cho dựng bia lớn trước lăng, ghi lại công hạnh và niềm tiếc thương đối với bà.
Do vị trí cách xa khu lăng mộ các chúa Nguyễn và phi tần khác, lăng Chiêu Nghi là khu lăng mộ duy nhất thời các chúa Nguyễn còn giữ được nguyên vẹn tại Huế sau những biến cố với nhà Trịnh, đặc biệt là với nhà Tây Sơn ở cuối thế kỷ 18. Sau khi vua Gia Long lên ngôi, kiến trúc lăng mộ Chiêu Nghi Phu nhân chính là hình mẫu để triều đình tham khảo, phục chế lăng tẩm các tiền nhân thời chúa Nguyễn đã bị hủy hoại.
Hiện lăng Chiêu Nghi đang trong tình trạng đổ nát, xuống cấp nghiêm trọng. Mặt trên của các vòng thành, do tác động của thời gian, mưa gió, một vài lớp gạch đã bong tróc, số nằm yên vị, số rơi vãi ngổn ngang. Nặng nhất là góc tây nam của vòng thành ngoài, đã bị sụt lún, gãy vỡ, có thể đổ sập bất cứ lúc nào. Đất trong lăng bị chiếm dụng để trồng hoa màu.